# ソニー・ミュージックマーケティングユナイテッド
株式会社ソニー・ミュージックマーケティングユナイテッド（Sony Music Marketing United Inc.）は、ソニー・ミュージックエンタテインメント（SMEJ）傘下（機能子会社）の音楽・映像作品の企画・販売会社。2001年10月1日設立。ソニーミュージックオフィシャルサイトやソニーミュージックグループ公式SNSアカウントを運営している。

## 沿革
2001年10月1日、SMEJが営業部門を分離し、株式会社ソニー・ミュージックディストリビューション（Sony Music Distribution (Japan) Inc.）を設立。ソニーミュージックグループを始め、様々な制作会社の音楽・映像ソフトの流通・販売・店頭プロモーション・マーチャンダイズなどの業務を担当する。
2005年4月1日、SMEJが株式会社ソニー・ミュージックネットワークを設立し、SMEJの「デジタルネットワークグループ」およびソニー・ミュージックダイレクトの「マーケティンググループ bitmusic」を移管。
2009年5月1日をもってソニー・ミュージックダイレクトより「Sony Music Shop」の運営を継承し、直接消費者との取引も行うようになった。2013年4月1日から、抽選購入申し込みサイト「forTUNE music」を運営。
2014年4月1日、ソニー・ミュージックディストリビューションがソニー・ミュージックネットワークを吸収合併し、株式会社ソニー・ミュージックマーケティングへ社名変更。
2019年4月1日、マーケティンググループの一部、マーケット・プロモートグループおよびネットビジネスグループの行う事業を吸収分割の形でソニー・ミュージックソリューションズ（旧：ソニー・ミュージックコミュニケーションズ）へ承継。ソニー・ミュージックマーケティングに残されたのはデジタル・マーケティング事業のみとなった。
2021年4月1日、株式会社ソニー・ミュージックマーケティングユナイテッドに商号変更。
2022年4月1日、ソニー・ミュージックダイレクトの「マーケティンググループ」及び「総合企画グループ」の事業を吸収分割の方法により継承（同日、ソニー・ミュージックダイレクトは、ソニー・ミュージックレーベルズに吸収合併）。

## 過去の販売レーベル
2019年4月にソニー・ミュージックソリューションズへ移管。

### ソニーミュージックグループ
- アニプレックス
- ソニー・ミュージックアーティスツ
  - ヴィレッジミュージック
  - StationKids Records - 大江千里
  - SMA NEET Project - 所属芸人・AMEMIYAが母体企業の名義で実質インディーズ扱いでリリース。
- ソニー・ミュージックダイレクト
- ソニー・ミュージックレーベルズ
  - ソニー・ミュージックレコーズ
  - エスエムイーレコーズ
  - エピックレコードジャパン
  - キューンミュージック
  - ソニー・ミュージックアソシエイテッドレコーズ
  - アリオラジャパン
  - SACRA MUSIC
  - ソニー・ミュージックジャパンインターナショナル
  - デフスターレコーズ
- MusicRay'n

### ソニーミュージックグループ以外
- アップフロントワークス - アップフロントグループの機能子会社、およびレコード会社。2024年現在は「zetima」レーベルのみ販売委託を担当。
- Anchor Records - 株式会社日音内のレーベル。SHUUBI、THE RiCECOOKERSほか、TBSテレビ製作ドラマのサウンドトラックなど。
- カプコン - セルピュータレーベルの販売委託
- Kisspoint Records - 株式会社日音内のアイドル専門レーベル。
- コナミデジタルエンタテインメント - マルチメディアカンパニー製作の音楽・映像作品の一部（ゲームミュージック関連、『Get Ride! アムドライバー』『スカイガールズ』『ドラゴノーツ -ザ・レゾナンス-』などのアニメ作品、右手愛美や後藤沙緒里のCD・DVD、『Saint October』のエンディング収録の福井裕佳梨や小林ゆうのアルバムCDなど）を販売委託。
- ジェイ・ストーム - 2006年8月 - 嵐・KAT-TUN（J-Oneレコーズ）・TOKIO（他社からの移籍）の所属レーベル、ジャニーズ事務所のレコード会社。
- ジャニーズ・エンタテイメント - ジャニーズ事務所のレコード会社。
- 小学館 - 2012年12月からアニメ『ポケットモンスター』シリーズの映像ソフトを販売委託。
- スクウェア・エニックス - ゲームミュージック等のサントラの販売委託元を担当。前述のアニプレックスと提携しているのはこのためでもある。
- SALTMODERATE - 玉置浩二および安全地帯の自主レーベル。
- タイトー - ZUNTATA、およびゲームミュージック等のサントラの販売委託元を担当。
- Tsubasa Records - 川嶋あいなどが所属する芸能事務所つばさプラスのプライベートレーベル。
- ティームエンタテインメント - 設立当初はポニーキャニオンが販売委託元であったが、現在は当社に販売委託元を変更。
- techesko - アミューズ関連レーベル。
- デンジャークルー・レコード
- Dreamusic - 2010年から2017年3月のフェイスによる子会社化まで販売委託。
- ハピネット - 主にゲーム系音楽向けが中心。
- バンダイナムコアーツ - 2009年4月 - 、旧ランティス時代から「GloryHeaven」レーベルの販売委託。現在は声優ユニットの『Sphere（スフィア）』による専属契約があるのみ。
- FIREWALL DIV. - DIR EN GREYをはじめとするフリーウィル所属のバンドが多く所属するフリーウィルとの合弁のレーベル
- 5pb.Records - 前述のアニプレックスとの連携作品が中心。
- First JB music - ジェジュンの個人事務所JB'sが設立したレーベル。
- フォーライフミュージックエンタテイメント - 2008年10月 - 2009年9月まではSMEJ傘下のBMG JAPANが担当していたが、同社が2009年10月にSMEJと合併したため。
- フォーライフ・レコード - 2001年12月の会社清算まで。
- Buppuレーベル - 2011年5月 - 、槇原敬之の所属事務所ワーズアンドミュージックが設立した個人レーベル。
- ホステス・エンタテインメント
- マーベラス - 旧社名・マーベラスエンターテイメント、マーベラスAQL。
- よしもとミュージックエンタテインメント - 旧社名・よしもとアール・アンド・シー、2016年3月 - 吉本興業のレコード会社。
- Lagoon Records - 高中正義の個人レーベル。
- ワーナーミュージック・ジャパン - 米国ワーナー・ミュージック・グループの日本法人。2017年10月から販売委託[9]。
- KADOKAWA - エビテンレコードの販売委託。